# Time 100: Danh sách nhân vật ảnh hưởng nhất trên thế giới năm 2018
Danh sách nhân vật ảnh hưởng nhất trên thế giới năm 2018 là một bản danh sách bình chọn những nhân vật ảnh hưởng đến thế giới trong năm 2018 do tạp chí TIME (Mỹ), công bố vào năm 2018.

## Những nhà lãnh đạo
- Satya Nadella
- Donald Trump
- Prince Harry
- Meghan Markle
- Carmen Yulín Cruz
- Crown Prince Mohammed Bin Salman
- Sadiq Khan
- Justin Trudeau
- Tập Cận Bình
- Sean Hannity
- Justin James Watt
- Robert Mueller
- Kenneth Frazier
- Nancy Pelosi
- Kim Jong Un
- Leo Varadkar
- Emmerson Mnangagwa
- Jacinda Ardern
- Savannah Guthrie và Hoda Kotb
- Abe Shinzō
- Sheikh Hasina
- Jeff Sessions
- Moon Jae-In
- Emmanuel Macron
- Mauricio Macri
- Scott Pruitt
- Haider Al-Abadi

## Những nhà sáng tạo
- Roger Federer
- Oprah WinFrey
- Jeff Bezos
- Cindy Holland
- Kevin Durant
- Elon Musk
- Sonia Friedman
- Giuliano Testa
- Masayoshi Son
- Elizabeth Diller
- Virat Kohli
- Adam Neumann
- Pony Ma
- José Andrés

## Những người nổi tiếng trong thế giới nghệ thuật và giải trí
- Nicole Kidman
- Hugh Jackman
- Gal Gadot
- Ryan Coogler
- Sterling K.Brown
- Millie Bobby Brown
- Kehinde Wiley
- Christian Siriano
- Lena Waithe
- Greta Gerwig
- Roseanne Barr
- Shawn Mendes
- Guillermo Del Toro
- Deepika Padukone
- JR
- Jimmy Kimmel
- Judy Chicago
- John Krasinski

## Những người thần tượng
- Jennifer Lopez
- Chadwick Boseman
- Rihanna
- Adam Rippon
- Tarana Burke
- Cristina Jiménez
- Janet Mock
- Kesha
- Kevin Kwan
- Ronan Farrow, Jodi Kantor
- Maxine Waters
- Sinta Nuriyah
- Rachael Denhollander
- Daniela Vega
- Virgil Abloh
- Christopher Wylie
- Cristiano Ronaldo

## Những người tiên phong
- Tiffany Haddish
- Cameron Kasky, JacLyn Corin, David Hogg, Emma González và Alex Wind
- Kumail Nanjiani
- Cardi B
- Nice Nailantei Leng'Ete
- Chloe Kim
- Carl June
- Jan Rader
- Peggy Whitson
- Issa Rae
- Bhavish Aggarwal
- Jesmyn Ward
- Ruth Davidson
- Whitney Wolfe Herd
- Marica Branchesi
- Ann Mckee
- Trevor Noah
- Jian-Wei Pan